# Visbanken (Den Haag)
Visbanken is het plein in het centrum van Den Haag, tussen het Kerkplein en de Schoolstraat, waar van 1587 tot 1938 visbanken werden gebruikt voor de verkoop van vis. Pas in 1994 is het plein aan het einde van de Schoolstraat officieel Visbanken genoemd.

## Geschiedenis
De Haagse vismarkt dateert uit de middeleeuwen. In 1400 gaf Albrecht van Beieren, op dat moment graaf van Holland, aan de Hagenaars toestemming de opbrengst van de vismarkt zelf te behouden. De markt bevond zich op dat moment nog aan de kant van de Hoogstraat nabij herberg 't Goude Hooft. Op de vismarkt stond ook de kaak, waar veroordeelde misdadigers het ongenoegen van voorbijgangers moesten ondergaan.

### Bloei
In 1591 verhuisde de vismarkt naar de hoek van de Schoolstraat. Hier kwamen permanent overdekte stalletjes, die bekendstonden als de ‘visbanken’. Haagse visverkopers, maar ook vele Scheveningse vissersvrouwen voerden hier dagelijks de verse zeevis aan. De Scheveningse verkoopsters droegen hun koopwaar in manden op het hoofd en gingen te voet van het dorp aan zee door de duinen naar het centrum van Den Haag.
In 1858 besloot het Haagse gemeentebestuur de zestiende-eeuwse visbanken door geheel nieuwe te vervangen. In dat jaar kregen de visbanken het uiterlijk zoals ze op vooroorlogse foto’s zijn te zien.

#### Ooievaars
Een vaste verschijning waren bij de visbanken de Haagse stadsooievaars, die van gemeentewege werden verzorgd. Zij voedden zich met visafval van de vismarkt. Milieuproblemen waren ervoor verantwoordelijk dat de ooievaars aan het begin van de vorige eeuw moesten verhuizen naar de Hofvijver. De visbanken werden namelijk schoongemaakt met chemische middelen, wat blaren aan de poten van de dieren veroorzaakte. De vismarkt raakte hierdoor de lange ooievaarstraditie kwijt.

### Neergang
Uiteindelijk raakte de Haagse binnenstad ook de visbanken kwijt. Na de opening van de Algemene Markt aan de Herman Costerstraat in 1938 moesten ook de handelaren in zeevis met hun waren naar het nieuwe marktterrein verhuizen. In mei 1938 zijn de visbanken voor de laatste maal gebruikt voor de verkoop van vis.
De visbanken bleven lange tijd leeg staan. In 1955 zijn ze omgebouwd tot fietsenstalling. Eind jaren zestig vertoonde de ruimte een dusdanig vervallen aanzien, dat het college van burgemeester en wethouders plannen maakten de negentiende-eeuwse visbanken te slopen. Toen het PvdA-raadslid Piet Vink in 1970 hoorde van de plannen van het college, probeerde hij die te verhinderen en deed het voorstel de visbanken op te knappen en om te bouwen tot boekenmarkt. Ook de Historische Vereniging Die Haghe uitte felle kritiek tegen de sloop. Het heeft niet mogen baten, in 1970 vielen de visbanken alsnog onder de slopershamer.

### Renovatie
Aan het einde van de twintigste eeuw was de hoek tussen de Schoolstraat en de Visbanken een van de lelijkere plekken in de Haagse binnenstad. De omgeving van de Visbanken is in de periode 2008-2011 opnieuw ingericht naar een ontwerp van Nico van der Kuip waardoor er meer ruimte voor terrassen en publieksevenementen ontstond. De herinrichting maakte het mogelijk de blinde zijgevel van Schoolstraat 4 te transformeren naar een volwaardige pleingevel (ontwerp Nico van der Kuip. De uitstraling van het plein is hierdoor nog verder verbeterd.